# 古田大輔
古田 大輔(ふるた だいすけ、1977年 - )は、日本のジャーナリスト、メディアコンサルタント。
日本ファクトチェックセンター（JFC）創刊編集長（2022年 -）、株式会社メディアコラボ代表（2019年 -）、デジタル・ジャーナリスト育成機構（D-JEDI）事務局長、ファクトチェック・イニシアティブ（FIJ）理事。元朝日新聞記者（2002 - 2015年）、BuzzFeed Japan創刊編集長（2015 - 2019年）、2020 - 2022年に「Google News Lab」ティーチングフェローとして、記者や学生にデジタル報道セミナーを実施した。

## 経歴
福岡市出身。福岡県立福岡高校を経て、2001年3月に早稲田大政治経済学部卒業。1年間の無職期間を経て、2002年4月に朝日新聞社に記者として入社。京都総局、豊岡支局を経て西部報道センター社会部。2010年4月に国際報道部へ異動し、アジア総局（バンコク）、シンガポール支局長を歴任。2013年4月に東京に戻り、デジタル編集部。
2015年10月に朝日新聞を退社し、翌日にBuzzFeed Japanに入社し、創刊編集長に就任。2016年1月にサイトを立ち上げ、ニュース、エンターテイメント、動画の3編集部門を統括。健康情報サイト「WELQ」の問題や、＃MeToo、LGBTの問題、フェイクニュース検証など、独自の取材に基づく発信を行った。
2019年6月にBuzzFeed Japanを退社し、独立。株式会社メディアコラボを設立。組織横断型のコラボレーション企画やメディアのDXをサポート。
2020年1月より1年間、ニューヨーク市立大学（CUNY）ジャーナリズムスクールのエグゼクティブクラス「News Innovation and Leadership」に在籍し、2021年に修了した。
2020年9月にGoogle News Labティーチングフェローに就任。2022年まで「Google News Lab」ティーチングフェローとして、「Google News Initiative（GNI、Googleニュースイニシアティブ）」日本語版の講師などを務めた。GNIは、学生や記者などを対象にファクトチェックスキルを鍛えるデジタル報道セミナーを開催している。
2022年10月1日、セーファーインターネット協会（SIA）が「日本ファクトチェックセンター（JFC）」を設立し、創刊編集長になった。インターネットの真偽不明な情報についてファクトチェックを行い、判定結果と参考情報を公式WebサイトやYahoo!ニュースなどで発信する。また、デジタル時代の教材開発やオンライン講習などのメディアリテラシー教育、調査研究などを行い、総合的な偽情報・誤情報対策を行なう。

## 著書
- （編著）『子どもを育てられるなんて思わなかった LGBTQと伝統的な家族のこれから』山川出版 2021年 ISBN 9784634151406
- （共著）『フェイクと憎悪 歪むメディアと民主主義』大月書店 2018年 ISBN 9784272330942

## エピソード
- 2021年10月06日に小西洋之議員が発信元を訴えた事で話題になったツイッターアカウント[18][19]について、『ある国の外交官から「Dappiの正体は誰ですか？」と聞かれたことがある。』などとツイートしている[20]。

## 出演

### テレビ
- フェイク・バスターズ（NHK）
- クローズアップ現代プラス（NHK）あなたのニュースで社会が変わる ~信頼のジャーナリズム~
- 大下容子 ワイド!スクランブル（テレビ朝日）
- サンデーモーニング（TBS）

### ラジオ
- ONE MORNING(Tokyofm)
- 蓮見孝之 まとめて!土曜日（TBSラジオ）